# Burkhard Christoph von Münnich

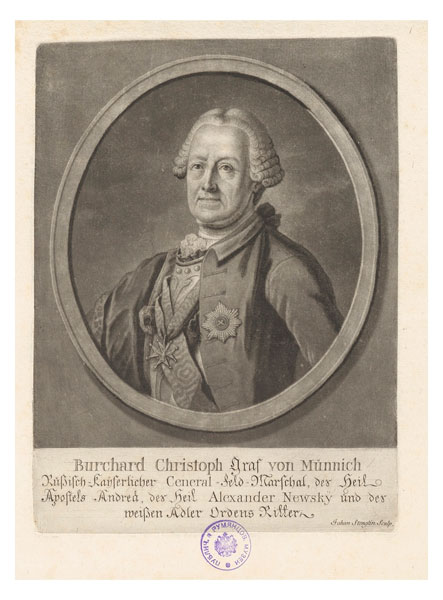
Burkhard Christoph von Münnich.

Burkhard Christoph von Münnich (ryska: Христофо́р Анто́нович Миних),  född den 9 maj/19 maj (gamla/nya stilen) 1683 på Neuenhuntorf i Oldenburg, död den 16 oktober/27 oktober 1767 i Sankt Petersburg, var en rysk greve, härförare och statsman. Som statsman räknas han som grundaren av den ryska filhellenismen.

## Biografi
Burkhard Christoph von Münnich var son till Anton Günther Münnich, som arbetade inom vattenbyggnadsfacket och som 1688 fick adelstiteln von Münnich. Sonen utbildade sig i sin fars yrke. Bortsett från lågtyska studerade han också latin och franska. Vid enbart 17 års ålder tog han värvning i den franska armén. Därifrån övergick han först till hessisk tjänst, där han blev kapten 1701. Han kämpade mot fransmännen i Italien (1706), vid Oudenaarde (1708) och Malplaquet (1709). År 1716 blev han sedan överste och 1717 generalmajor i tjänst hos August II av Polen.

### I rysk tjänst
Efter flera års arbete i saxisk tjänst antog Münnich 1721 en kallelse från Peter den store till Ryssland. Münnich utarbetade planer för att förstärka befästningarna i Kronstadt och kunde därmed glatt överraska den ryske kejsaren. Münnich blev rysk generalingenjör och generallöjtnant. Han byggde Ladogakanalen, inrättade en kadettkår och införde andra viktiga reformer i det ryska krigsväsendet. Det var Münnich som övertalade Peter den store att välja Peterhof i stället för Strelna som plats för tsarens officiella residens, på grund av tekniska svårigheter att konstruera tsarens önskade fontäner vid Strelna.
Efter Peter den stores död 1725, under det nya ledarskapet av Katarina I, övertog Münnich ledarskapet för de ambitiösa planerna för Sankt Petersburg. 1727 blev han guvernör över Ingermanland, Karelen och Finland. Han fick titeln greve 1728. Han förbättrade hamnarna och den nya Peter-Paulfästningen och började fundera på en bro över till Stockholm. Efter kejsarinnan Annas kröning 1730, då Münnich förberedde staden för kejsardömets återkomst, fick han titeln generalfältmarskalk 1732, med order att omorganisera den ryska armen. Han startade flera regementen för att fostra framtida officerare. Heinrich Ostermann och Ernst Johann von Biron såg honom som en rival om kejsarinnan Annas gunst och rekommenderade att Münnich skulle sändas att understödja kurfursten Fredrik Augusts av Sachsen val till polsk kung 1734. Men Münnich lyckades inte enbart nå detta mål, efter erövringen av Danzig, utan blev 1735 även befälhavare i kriget mot Turkiet.

### Ottomanska kriget
Han härjade i Krim 1736 och intog 1737 Otjakov. Efter en seger vid Stavutsjana erövrade 1739 han det viktiga Choczim och hade besatt Moldau, då Österrikes fredsslut med Turkiet (samma år) medförde att ryska härens offensiv upphörde.

### Efter kriget
Kort tid efter Annas död (1740) lät Münnich fängsla förmyndarregenten Biron och genomdrev att denne förvisades till Sibirien. År 1741 hade Münnich upphöjts till tysk riksgreve. Genom sina sympatier för Fredrik den store stötte sig dock Münnich med regentinnan Anna, mor till den unge kejsaren Ivan. Han blev efter prinsessan Elisabets statskupp (1741) liksom Ostermann dömd till döden. Liksom denne fick han visserligen i januari 1742 dödsstraffet efterskänkt på själva schavotten, men förvisades till Sibirien. På vägen dit sammanträffade han med den hemvändande Biron. Först efter Peter III:s tronbestigning (1762) återkallades Münnich. Han återinsattes som generalfältmarskalk och fick samma år av Katarina II överinseendet över hamnar och kanaler.

### Död och eftermäle
Münnich dog 1767 i Tartu och begravdes vid sina ägor i närheten, där hans grav förstördes av sovjeterna. Münnich är, trots sina stora insatser, numera nästan bortglömd.
Münnich har ibland kallats "Nordens Eugen av Savojen". Han skrev Ébauche pour donner une idée de la forme du gouvernement de l'empire de Russie (Köpenhamn 1774) och efterlämnade viktiga dagböcker, delvis offentliggjorda i Herrmanns Beiträge zur Geschichte des russischen Reichs (1843). Bidrag till Münnichs och Rysslands historia finns i de av hans son, verkliga geheimerådet greve Ernst von Münnich (1708–1788), skrivna Memoiren, som utgavs 1896.